# 萨尔维亚克
萨尔维亚克（法語：Salviac，法語發音：[salvjak]）是法国洛特省的一个市镇，位于该省西部，和多尔多涅省接壤，属于古尔东区。

## 地理
萨尔维亚克（44°40'52"N, 1°15'53"E）面积29.61 平方千米，位于法国奧克西塔尼大區洛特省，该省份为法国西南部内陆省份，北起顺时针与科雷兹省、康塔爾省、阿韦龙省、塔恩-加龙省、洛特-加龍省和多尔多涅省接壤。
与萨尔维亚克接壤的市镇（或旧市镇、城区）包括：圣欧班德纳比拉、康帕尼亚克-莱凯尔西、弗洛里蒙-戈米耶、卡扎勒、代加尼亚克、然杜、莱奥巴尔、马米尼亚克。
萨尔维亚克的时区为UTC+01:00、UTC+02:00（夏令时）。

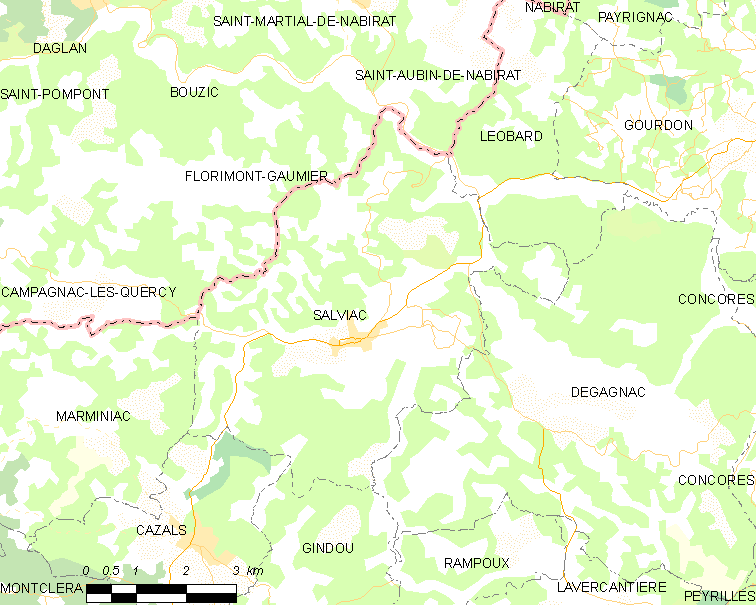
萨尔维亚克的OSM定位图

## 行政
萨尔维亚克的邮政编码为46340，INSEE市镇编码为46297。

## 政治
萨尔维亚克所属的省级选区为古尔东县。

## 交通
洛特省省道D2线、D63线和D673线在境内交汇。

## 人口

1962-2008年间萨尔维亚克人口变化图示

萨尔维亚克于2022年1月1日时的人口数量为1218人。